# 장미와 들개
"장미와 들개"(Rose And Wild Dog)는 한국에서 제작된 신상옥 감독의 1976년 영화이다. 오수미 등이 주연으로 출연하였고 곽정환 등이 제작에 참여하였다.

## 출연

### 주연
- 오수미
- 등랑영
- 금비
- 첸코타이

## 기타
- 원작자: 첸코타이